# Witold Korytowski
Witold Korytowski, též Witold von Korytowski (8. srpna 1850 Grochowiska – 10. července 1923 Poznaň) byl rakousko-uherský, respektive předlitavský politik polské národnosti z Haliče.

## Biografie
Působil jako ministr financí Předlitavska ve vládě Maxe Becka. Funkci ministra zastával v období 2. června 1906 – 15. listopadu 1908.
Ve volbách do Říšské rady roku 1907 se stal i poslancem Říšské rady (celostátní parlament), kam byl zvolen za okrsek Halič 19. Usedl do poslanecké frakce Polský klub. Mandát obhájil i ve volbách do Říšské rady roku 1911. Rezignoval 15. května 1913. V parlamentu ho pak nahradil Emil Bobrowski.